# Spjutsporrar
Spjutsporrar (Kickxia) är ett släkte av grobladsväxter. Spjutsporrar ingår i familjen grobladsväxter.

## Bildgalleri

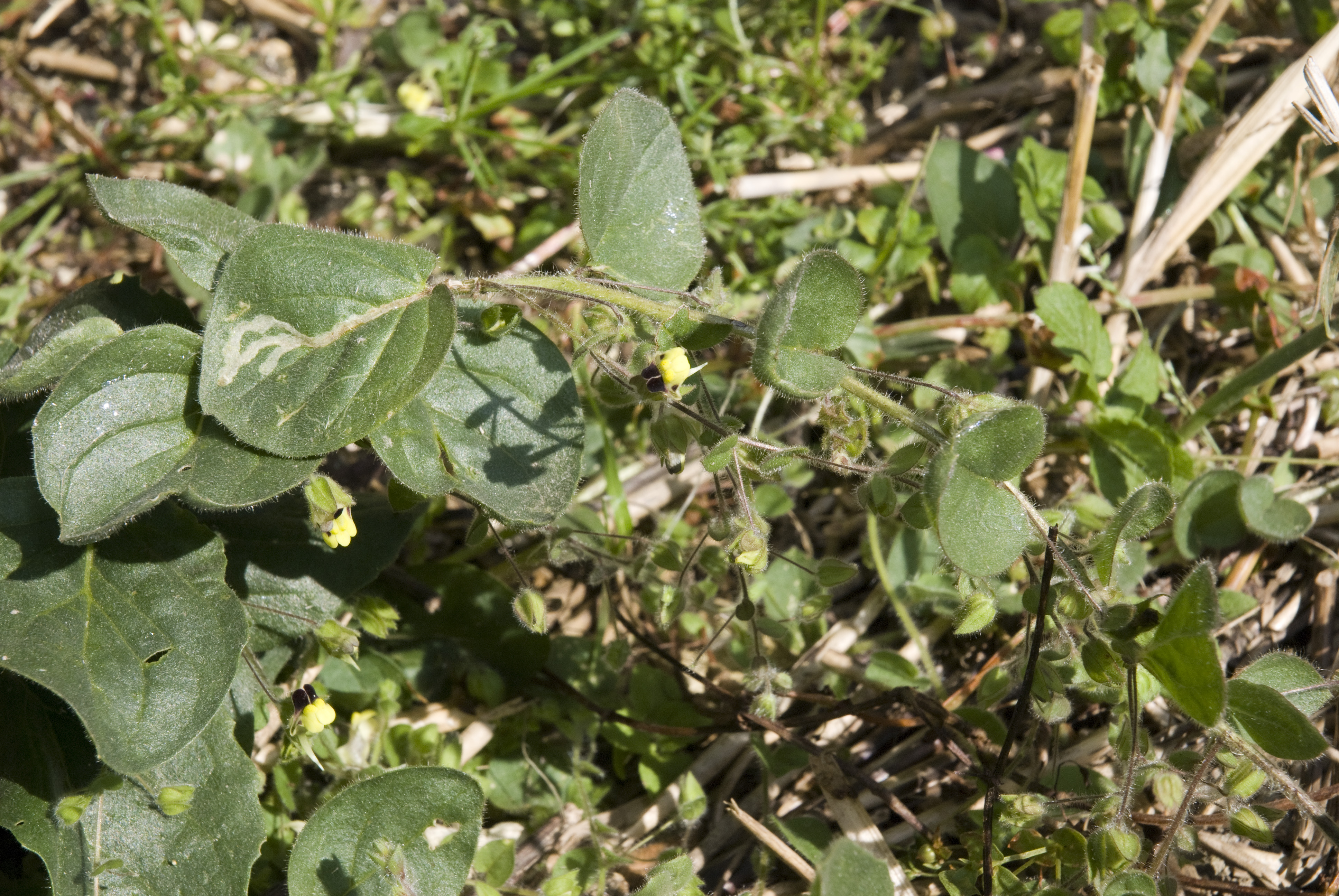

## Dottertaxa till Spjutsporrar, i alfabetisk ordning[1]
- Kickxia aegyptiaca
- Kickxia asparagoides
- Kickxia cabulica
- Kickxia cirrhosa
- Kickxia collenetteana
- Kickxia commutata
- Kickxia corallicola
- Kickxia dentata
- Kickxia elatine
- Kickxia elatinoides
- Kickxia floribunda
- Kickxia glaberrima
- Kickxia gombaultii
- Kickxia hartlii
- Kickxia heterophylla
- Kickxia judaica
- Kickxia lanigera
- Kickxia membranacea
- Kickxia nubica
- Kickxia ovata
- Kickxia papillosa
- Kickxia pendula
- Kickxia petiolata
- Kickxia petrana
- Kickxia pseudoscoparia
- Kickxia qaraica
- Kickxia sabarum
- Kickxia saccata
- Kickxia sagittata
- Kickxia scalarum
- Kickxia scariosepala
- Kickxia scoparia
- Kickxia somalensis
- Kickxia spiniflora
- Kickxia spuria
- Kickxia urbanii